# ERG (Unternehmen)
Die ERG S.p.A. (Akronym für Edoardo Raffinerie Garrone) ist ein italienischer Energieversorger mit Sitz in Genua. Das Unternehmen ist in den Bereichen Windenergie, Wasserkraft, Sonnenenergie und Erdgas tätig.

## Geschichte
Das Unternehmen wurde am 2. Juni 1938 von Edoardo Garrone in San Quirico d’Orcia gegründet. Es beschränkte sich zur damaligen Zeit noch auf den Handel mit Erdölprodukten. In der Nachkriegszeit werden die ersten Öl-Produkte aus dem Bodensatz bei der Wartung von Schiffstankern gewonnen die zur Kontrolle oder Wartungsarbeiten in den Hafen einlaufen. Dies ist Pionierarbeit, die sich in kürzester Zeit bezahlt macht. Das Unternehmen wächst von 1947 bis 1952 stark. Waren es 1947 noch 350 Tonnen Öl-Produkte, so wurden 1952 mehr 200.000 Tonnen gewonnen. Das Unternehmen beschäftigte zu diesem Zeitpunkt mehr als 100 Menschen. Ein wichtiger Vertrag mit BP (damals British Petroleum), die Unterzeichnung eines 10-Jahres-Vertrags 1958 und die Aktienbeteiligung von BP bringen das Unternehmen nach vorne.
Durch den Anstieg des Ölverbrauchs in den 1960er Jahren und der guten Lage Italiens im Mittelmeer stieg die Kapazität der San Quirico Raffinerie bis 1962 auf 4,0 Mton/a. ERG beschäftigte nun mehr als 600 Mitarbeiter. ERG plante den Transport von Öl über neu gebaute Ölpiplines in den wirtschaftlich starken Nord-Westen Italiens. Während der Bauzeit der Pipeline verstarb der Gründer Edoardo Garrone 1963. Er wurde durch seinen Sohn Riccardo ersetzt der nun den Vorsitz von ERG übernahm. 
1967 wurde das Projekt fertiggestellt und Arquata Scrivia wird viele Jahre zum Hauptstandort der Öllogistik in Italien. Im Jahr 1971 wird das Projekt ISAB (Sicilian Asphalt and Bitumen Industry) in Priolo Gargallo geboren. Hier – im Komplex Augusta-Priolo – entsteht eine Raffinerie mit 10 Mton/a, deren Produktion für den internationalen Markt bestimmt ist. Durch die ersten Ölkrise hindurch wurde der Bau im Dezember 1975 fertiggestellt. Die ersten Energiesparmaßnahmen sind geboren (bleifreies Benzin sowie Gasöl mit einem minimalen Schwefelgehalt). 1980 beschloss ERG die Genua-Raffinerie zu schließen (was 1988 auch geschah) und Anteile am ISAB Raffinerie-Komplex zu erwerben.
1984 kaufte ERG 780 Filialen von „ELF Italiana“ und ein Jahr später 1700 Filialen und Großhandelsstrukturen von „Chevron Oil Italiana“. Weiterhin beteiligt sich ERG an Raffinerien in Trecate und Rom sowie ein Depot und die Schmierstoffanlage in Savona. ERG Petroli wurde gegründet um die kommerziellen Groß- und Einzelhandels Aktivitäten zu verwalten.
1993 kooperierte ERG mit Edison Mission Energy und einem Partnerschaftsvertrag der eine Investition (Neubau eines Kraftwerks) von mehr als 2000 Milliarden Lire (mehr als 1 Milliarde Euro) umfasste. ERG erweiterte damit seine Geschäftszweige. Das Unternehmen beschloss an die Börse zu gehen und hatte damit Erfolg. Im April 2000 ging das ISAB Kraftwerk mit einer Leistung von 512 MW ans Netz und der offizielle Einstieg in den Energiemarkt war vollzogen. 2002 beschlossen ERG und Eni zwei große Raffinerien zu vereinen, um sich dadurch zu ergänzen. 

## Neuausrichtung hin zu Erneuerbaren Energien
Der Einstieg in die Erneuerbaren Energien folgte 2006 mit der Übernahme der in der Herstellung von Windkraftanlagen tätigen EnerTAD S.p.A.
Seit 2007 ist ERG in Italien, Frankreich, Deutschland, Bulgarien, Rumänien, Polen und dem Vereinigten Königreich im Bereich Windenergie tätig.
Durch die Übernahme der italienischen Sparte von E.ON im Jahr 2015 stieg ERG in den Bereich Wasserkraft ein und betreibt Wasserkraftwerke in den Regionen Umbrien, Marken und Latium.
Im Januar 2018 veräußerte die ERG ihre Mehrheitsbeteiligung am Erdölunternehmen TotalErg S.p.A. und vollzog damit die komplette Neuausrichtung des Unternehmens in Richtung Erneuerbare Energien.
Der Einstieg in die Solarenergie kam Mitte 2018. Heute betreibt ERG 30 Photovoltaik-Freiflächenanlagen in 8 italienischen Regionen mit einer Leistung von 89 MWp.

## Aktionärsstruktur
(Stand: Oktober 2024)
- 62,533 % SQ Renewables S.p.A. (Familie Garrone)
- 02.549 % Eigene Aktien
- 34.918 % Streubesitz